# Ana Layevska
Anna Sergueievna Laievskaia Rastsvetaeva (Kiev, Ucrânia; 10 de janeiro de 1982) é uma atriz mexicana nascida na Ucrânia, que desde os cinco anos de idade está radicada no México. No Brasil, é conhecida por atuar nas telenovelas La madrastra e Querida enemiga.

## Biografia
A família de Ana se mudou para o México quando ela tinha apenas nove anos de idade. Ela foi ligada ao teatro desde então. Ela é fluente em russo, espanhol e inglês.
No México, Ana estudou atuando no Centro de Educação Artística da Televisa. Graças às suas competências, obteve alguns papéis em novelas como Preciosa em 1998, e em Amor Gitano em 1999, esta atuando com Mauricio Islas e Mariana Seoane. Aqueles eram relativamente pequenos papéis, mas também  foram boas experiências.
Eventualmente, o produtor Pedro Damián chamou-a para participar nas telenovelas Primer amor... a mil por hora em 2000, no qual ela compartilhou créditos com Kuno Becker, Mauricio Islas, Valentino Lanus e Anahí. Ela ganhou o prêmio "TVyNovelas" de melhor revelação feminina, bem como o prêmio "As Palmas de Ouro" na mesma categoria.
Em 2001, ela estrelou em seu primeiro filme: "No Tempo das Borboletas", onde teve a oportunidade de atuar com Salma Hayek e Edward James Olmos.
Em 2005, Ana participou na novela La madrasta, uma nova versão da novela chilena de mesmo nome, sob direção de Salvador Mejía Alejandre, em papel que ela interpretou Estrela. Ela também compartilhou cenas com Victoria Ruffo e César Évora.
Em 2008, ela participou de "Bailando por un Sueño". Nesse mesmo ano, ela recebeu o seu primeiro papel de protagonista interpretando Ana Escudero em Las dos caras de Ana.
Em 2008, Ana atuou mais uma vez mas como protagonista na novela Querida Enemiga da mesma produtora da telenovela Las dos caras de Ana, Lucero Suárez.
Em 2010, a atriz foi para a emissora americana Telemundo, onde fez as telenovelas El fantasma de Elena, Mi corazón insiste en Lola Volcán, Relaciones peligrosas, Dama y Obrero e Maldita Tentación. Ela ficou cerca de 4 a 5 anos na emissora. Depois, no ano de 2016, ela regressou a Televisa e fez o seriado Sin rastro de ti, ao lado de Adriana Louvier.

## Vida pessoal
Como seus pais, ela professa o cristianismo ortodoxo . Ele sabe tocar violino, violão e piano e fala três idiomas: inglês, espanhol e russo. Outras habilidades de Ana Layevska são: cantar e tocar violino e piano. Quando ela era mais jovem, teve aulas de música clássica.
Entre setembro e outubro de 2007, Ana foi diagnosticada com hipertireoidismo, mas esta notícia só foi confirmada em 2008. Esta doença é possivelmente causada devido ao estresse e tabagismo.
Em 2013, ele iniciou um relacionamento com o empresário mexicano , mas de origem galega , Rodrigo Moreira, e eles se casaram em 12 de abril de 2014 em Morelos . O casamento contou com a presença de seus grandes amigos Valentino Lanús, Mauricio Aspe e Francisco Rubio . Em 9 de dezembro de 2017, na Cidade do México, ela deu à luz sua primeira filha, Masha.

## Filmografia

### Televisão
| Ano  | Título                               | Personagem                               | Notas                             |
| ---- | ------------------------------------ | ---------------------------------------- | --------------------------------- |
| 1997 | Alguna vez tendremos alas            | Violinista                               | Figurante                         |
| 1998 | Preciosa                             | Cristina                                 | Participação                      |
| 1999 | Cuento de Navidad                    | Fada da Neve                             | Participação                      |
| 1999 | Amor gitano                          | María Cristina                           | Participação                      |
| 2000 | Primer amor... a mil por hora        | Marina Camargo Aguilar                   | Protagonista                      |
| 2001 | El juego de la vida                  | Paulina de da Mora                       | Protagonista                      |
|      | Clap,el lugar de tu s Sueños         | Valentina Montenegro                     | Protagonista                      |
| 2005 | La madrastra                         | Estrella Sán Román Fernández             | Co-Protagonista                   |
| 2006 | Vecinos                              | Sara Espino                              | Episódio: "Rento mi departamento" |
| 2006 | Las dos caras de Ana                 | Ana Escudero / Marcia Lazcano            | Protagonista                      |
| 2008 | Querida enemiga                      | Lorena Armendariz Ruiz/Lorena de la Cruz | Protagonista                      |
| 2009 | Mujeres asesinas                     | Marcela Rodríguez                        | Episódio: "Clara, fantasiosa"     |
| 2009 | Verano de amor                       | Valeria Silvera                          | Participação Especial             |
| 2009 | Tiempo final                         | Pilar                                    | Episódio: "Cumpleaños"            |
| 2009 | El que habita las alturas            | Teresa                                   | Telefilme                         |
| 2010 | El fantasma de Elena                 | Elena Calcaño / Daniela Calcaño          | Protagonista                      |
| 2011 | Mi corazón insiste en Lola Volcán    | Débora Noriega                           | Antagonista                       |
| 2011 | Burn Notice                          | Irina                                    | Episódio: "Depth perception"      |
| 2012 | Relaciones peligrosas                | Patricia "Patty" Milano                  | Antagonista                       |
| 2013 | Dama y obrero                        | Ivana Santamaría                         | Protagonist                       |
| 2014 | Isa                                  | Dedal                                    | Telefilme                         |
| 2016 | Sin rastro de ti                     | Camila Borges                            | Antagonista                       |
| 2016 | Blue Demon                           | Silvia                                   |                                   |
| 2017 | Maldita tentación                    | Estefanía Braun                          |                                   |
| 2017 | Érase una vez                        | Cinthia                                  | Episode: "El patito feo"          |
| 2017 | Dopamine                             | Jessica                                  |                                   |
| 2018 | José José: El Príncipe de la Canción | Christian Bach                           |                                   |
| 2018 | Y mañana será otro día               | Margarita Gonzalez                       |                                   |
| 2019 | Yankee (TV series)                   | Laura Wolf                               |                                   |
| 2020 | Te acuerdas de mi                    | Renata                                   |                                   |
| 2023 | Dra.Lucia,un don extraordinario      | Mariana                                  | Co-protagonista                   |
|      |                                      |                                          |                                   |

### Cinema
| Ano  | Título                      | Personagem       | Notas          |
| ---- | --------------------------- | ---------------- | -------------- |
| 2001 | In The Times of Butterflies | Lina Lovaton     |                |
| 2004 | Génesis 3:19                | Lisa             | Curta-metragem |
| 2006 | Cansada de besar sapos      | Andrea / Andi    |                |
| 2008 | Casi divas                  | Ximena Lizárraga |                |
| 2009 | The Fighter                 | Helen            |                |
| 2009 | Me importas tú, y tú        | —                |                |
| 2011 | El firulete                 | Ana              | Curta-metragem |
| 2014 | Cantinflas                  | Miroslava Stern  |                |
| 2017 | La leyenda del diamante     | Helena           |                |

## Discografia
| Ano  | Telenovela(s)                 | Canção                                                            |
| ---- | ----------------------------- | ----------------------------------------------------------------- |
| 2000 | Primer amor... a mil por hora | interpretando "Inocencia"                                         |
| 2001 | El juego de la vida           | Interpretando "Por Tu Amor" interpretando "Te Quiero Tanto Tanto" |

## Prêmios e Indicações
| Ano  | Festival                                          | Categoria                                       | Nomeações                                  | Resultado |
| ---- | ------------------------------------------------- | ----------------------------------------------- | ------------------------------------------ | --------- |
| 2001 | Premios Eres                                      | Melhor Lançamento                               | Primer Amor... a Mil por Hora              | Venceu    |
| 2002 | Prêmio TVyNovelas                                 | Melhor Revelação Feminina                       | Primer Amor... a Mil por Hora              | Venceu    |
| 2002 | Prêmio TVyNovelas                                 | Melhor Beijo (com Valentino Lanús)              | Primer Amor... a Mil por Hora              | Venceu    |
| 2002 | Prêmio Las Palmas de Oro                          | Melhor Atriz Revelação                          | Primer Amor... a Mil por Hora              | Venceu    |
| 2003 | Prêmios de la Asociacion de Periodistas Teatrales | Revelação em Teatro                             | Las mariposas son libres                   | Venceu    |
| 2006 | Prêmio TVyNovelas                                 | Melhor Atriz Juvenil                            | La madrastra                               | Indicada  |
| 2006 | Prêmios Más que Telenovelas                       | Melhor Atuação Juvenil Feminina                 | La madrastra                               | Venceu    |
| 2007 | Prêmio TVyNovelas                                 | Melhor Atriz Protagonista                       | Las dos caras de Ana                       | Indicada  |
| 2009 | Prêmios ACE de Nova York                          | Melhor Atriz                                    | Querida enemiga                            | Indicada  |
| 2012 | Miami Life Awards                                 | Melhor Atriz Coadjuvante                        | Mi corazón insiste en Lola Volcán          | Indicada  |
| 2012 | Premios Tu Mundo                                  | Melhor Atriz Antagônica                         | Mi corazón insiste en Lola Volcán          | Indicada  |
| 2012 | Premios Tu Mundo                                  | Melhor Beijo (com Cristian de la Campa)         | Relaciones peligrosas                      | Indicada  |
| 2012 | Premios Tu Mundo                                  | Melhor Par Romântico (com Cristian de la Campa) | Relaciones peligrosas                      | Indicada  |
| 2012 | Prêmios People en Español                         | Melhor Atriz Coadjuvante                        | Relaciones peligrosas                      | Indicada  |
| 2013 | Miami Life Awards                                 | Melhor Atriz Coadjuvante                        | Relaciones peligrosas                      | Indicada  |
| 2013 | Prêmios People en Español                         | Melhor Atriz                                    | Dama y obrero                              | Indicada  |
| 2014 | Miami Life Awards                                 | Melhor Atriz                                    | Dama y obrero                              | Indicada  |
| 2015 | Prêmios People en Español                         | Prêmio aos 50 mais belos People en Español      | Prêmio aos 50 mais belos People en Español | Venceu    |
| 2017 | Prêmio TVyNovelas                                 | Melhor Atriz Antagônica                         | Sin rastro de ti                           | Indicada  |